# Моллер, Эдуард Антонович
Эдуа́рд Анто́нович фон Мо́ллер (1820 — 1879) — русский военный деятель немецкого происхождения, генерал-лейтенант, герой Крымской войны.

## Биография
Сын морского министра, члена Государственного Совета адмирала Антона (Отто Рейнгольда) Васильевича Моллера, родился 28 июля (9 августа)  1820 года, происходил из дворян Лифляндской губернии. Его братья: Павел (вице-адмирал), Александр (отставной полковник, корреспондент газеты «Московские ведомости») и Фёдор (живописец).
12 лет от роду был определён в Пажеский корпус. 8 августа 1839 года из камер-пажей был произведён в корнеты лейб-гвардии Конного полка. Два года спустя, Моллер был командирован на Кавказ, где в составе Дагестанского отряда, под личным начальством главнокомандующего генерала от инфантерии Головина, принял участие в экспедиции против горцев. Собранный 1 мая при Темир-Хан-Шуре отряд выступил 7 мая в землю непокорных горцев и при беспрерывных боях с неприятелем прошёл часть Дагестана, большую часть Чечни и, дойдя до Герзель-аула, только 1 ноября был распущен по своим штаб-квартирам. За эту экспедицию Моллер был награждён орденом св. Анны 4-й степени с надписью «За храбрость».
По возвращении в свой полк и по производстве в поручики, Моллер был назначен исполняющим дела бригадного адъютанта 1-й бригады гвардейской кирасирской дивизии. Боевые подвиги Кавказских войск влекли к себе молодого офицера, и Моллер, в 1846 году, в чине штабс-ротмистра, был назначен состоять для особых поручений при главнокомандующем Отдельным Кавказским корпусом, генерал-адъютанте князе М. С. Воронцове.
Прибыв в октябре 1846 года в Тифлис, Моллер тотчас же принял участие в действиях отряда генерал-лейтенанта Фрейтага, назначенного для наказания андийских хуторов. Выступив 14 декабря из крепости Грозной, генерал Фрейтаг разогнал неприятеля, уничтожил несколько аулов, прорубил просеку на правом берегу реки Мартака и, 23 декабря, возвратился в крепость Грозную.
Вслед затем, в начале 1847 года, был собран в Назрановском укреплении отряд генерал-майора Нестерова для зимнего похода в Галашевское ущелье. Моллер принял участие и в этом походе, окончившемся истреблением нескольких аулов и полным поражением неприятеля. За отличие в обеих экспедициях, штабс-ротмистр Моллер был награждён орденом св. Анны 3-й степени с бантом.
Едва он успел возвратиться в Тифлис, как в том же году отправился в главный действующий отряд под личным начальством князя Воронцова и принимал участие в движении на Турчидаг, штурме аула Гергебиль и в занятии и истреблении укреплённого селения Салты, за что 15 января 1848 года награждён золотым палашом с надписью «За храбрость». Произведённый в апреле 1848 года в ротмистры, Моллер в июле того же года находился в Дагестанском отряде генерал-адъютанта князя Аргутинского-Долгорукова.
Сосредоточившись в селении Оглах, отряд двинулся к Гергебильским высотам и, имея беспрерывные стычки с неприятелем, вторично занял Гергебиль, разрушил аул, уничтожил сады и продолжал наступление к укреплению Хаджал-Махи. Остановившись при разорённом селении Аймакам, князь Аргутинский приступил к разрабатыванию сообщений от этого пункта к селению Оглам с одной стороны и к укреплению Хаджал-Махи с другой. Горцы вели постоянную перестрелку, пытались остановить наступательное движение русских войск, но не могли помешать князю Аргутинскому произвести рекогносцировку к разорённому селению Чоху и далее к Салтам и затем возвратиться в Темир-Хан-Шуру.
Деятельность и распорядительность ротмистра Моллера в этих делах были награждены орденом св. Владимира 4-й степени с бантом. В следующем 1849 году Моллер был в Чеченском отряде, который, выступив 6 мая из крепости Грозной, находился в беспрерывных движениях и действиях с неприятелем по 1 ноября. Имея в виду отодвинуть чеченцев от кордонной линии, князь Воронцов возложил на чеченский отряд построение башни на реке Невтэнке, устройство моста у станицы Шелкозаводской и мостового укрепления на реке Терек.
Исполнив это поручение, Чеченский отряд двинулся к реке Сунже, занял с боя правый её берег, устроил мост и приступил к рубке леса. Перенося жестокий неприятельский огонь и отражая частые атаки чеченцев, отряд устроил два моста через реку Шавдон и заложил укрепление. За деятельное участие в этих делах Моллер был произведён в полковники и в начале 1850 года отправился в отряд, назначенный для зимней экспедиции в Чечню.
18 января он участвовал при усиленной рекогносцировке, предназначенной для рубки леса у Шалинской поляны и в беспрерывных стычках с чеченцами, продолжавшихся почти по самый день роспуска отряда, 15 февраля. В июне того же года, он уже находится в Дагестанском отряде и участвует в движении его на Турчидаг, в рекогносцировке окрестностей селений Чоха, Салты и в постройке нескольких укреплений. Боевой опыт и личная храбрость полковника Моллера обратили на себя внимание главнокомандующего Отдельным Кавказским корпусом князя Воронцова и в марте 1852 года он был переведён в Эриванский карабинерный полк, а в августе 1853 года был назначен командиром этого полка.
С началом Восточной войны Эриванский полк поступил в состав действующего корпуса на кавказско-турецкой границе и 19 ноября 1853 года принял блестящее участие в поражении при Баш-Кадыкларе турецкой армии, под начальством Абди-паши. Как командир полка, полковник Моллер за это дело удостоился получить именной рескрипт от наследника цесаревича и был награждён орденом св. Анны 2-й степени с императорской короной и мечами.
Вслед затем Эриванский полк принял ещё более блистательное участие в поражении турок 24 июня 1854 года при Кюрюк-Дара. Двадцатитысячный Александропольский отряд, под начальством генерал-лейтенанта князя Бебутова, разбил 60-тысячный турецкий корпус мушира Зарифа-Мустафы-паши, причём было взято у неприятеля 15 орудий с зарядными ящиками, два знамени, четыре штандарта, 20 значков, множество оружия, барабанов, музыкальных инструментов и до 700 палаток.
Второй всемилостивейший рескрипт наследника цесаревича был наградой Эриванскому полку «за отличное мужество и храбрость, оказанные этим полком в сражении е турками 24 июня 1854 года при селении Кюрюк-Дара». Командир же Эриванского полка, полковник Моллер, был 28 декабря награждён за это дело орденом св. Георгия 4-й степени (№ 9554 по кавалерскому списку Григоровича — Степанова). В наградном указе было сказано:
Ведя свой полк для прорвания центра неприятельской позиции сперва под сильным перекрёстным огнём турецких батарей, а потом под убийственным штуцерным и ружейным, полковник Моллер сохранил в нём отличный порядок и встретил штыками вышедшие на встречу турецкие батальоны. Завязался кровавый рукопашный бой. Направляя карабинер к тому месту, которым приказано было ему овладеть, он отбросил неприятеля, но на помощь туркам спешила вторая линия с резервами; упорный рукопашный бой возобновился с большим ожесточением, турецкие войска, понимая важность центра своей позиции, не хотели его уступить. Полковник Моллер, находясь между батальонами своего полка, ободрял карабинер и воодушевлял их к геройским усилиям, особенно же выказал он присутствие духа и распорядительность, когда турецкая кавалерия бросилась на фланговые батальоны; быстро свернув их в каре и отбив метким ружейным огнём атаки неприятельской кавалерии, он продолжал с батальонами наступление, пока совершенно не овладел указанным ему местом в неприятельском центре.
Произведённый 17 сентября 1855 года за отличие в сражениях против турок в генерал-майоры, Моллер, с окончанием военных действий, был 8 января 1856 года прикомандирован к Министерству внутренних дел с зачислением по армейской пехоте. Два года спустя, 15 марта 1858 года, генерал-майор Моллер был назначен помощником начальника сначала 6-й пехотной дивизии, а потом — 1-й гренадерской дивизии.

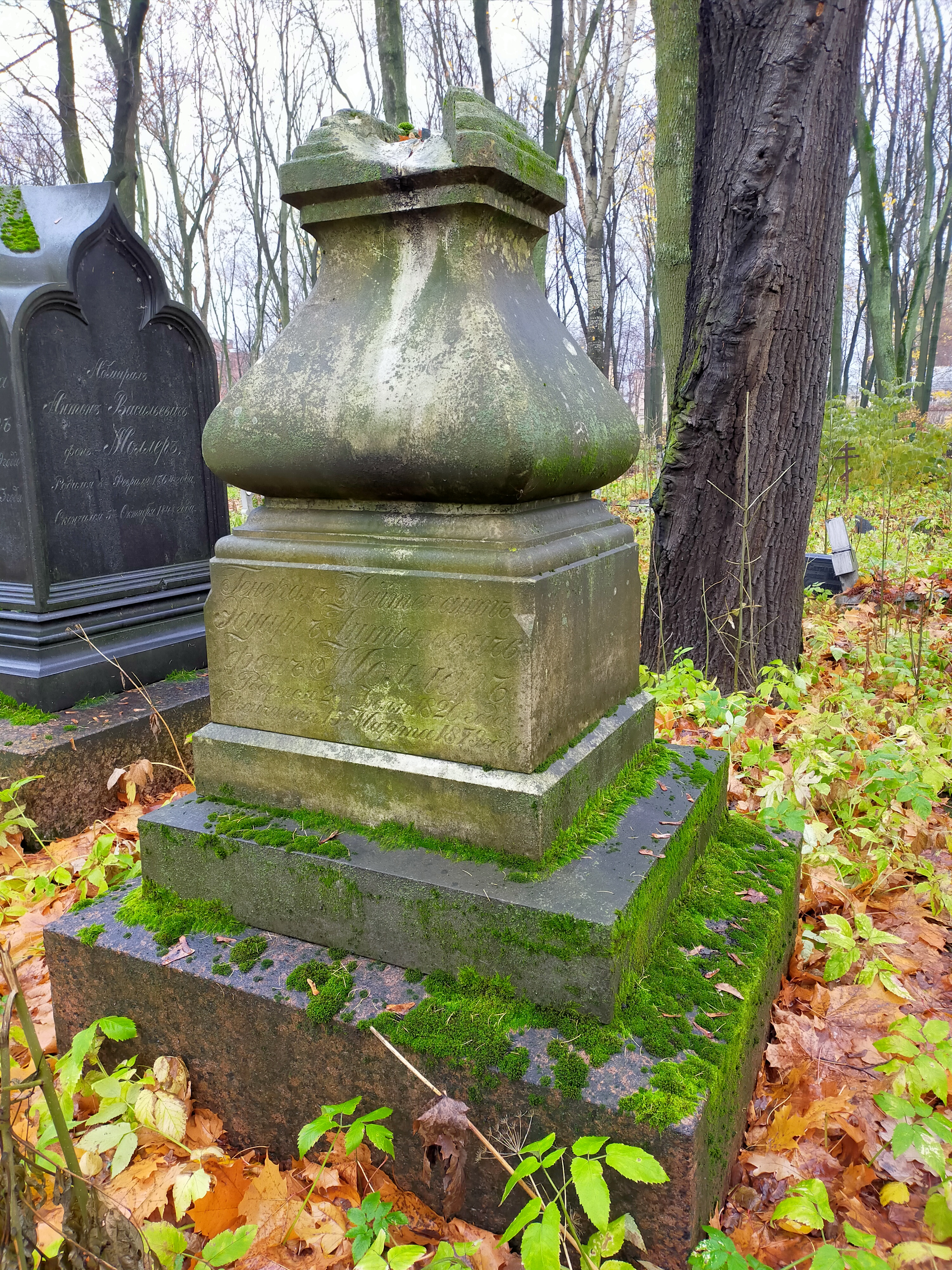
Памятник на могиле Э. А. фон Моллера (1820–1879), Волковское лютеранское кладбище

На основании приказа по военному ведомству от 3 ноября 1861 года генерал-майор Моллер был зачислен в списки лейб-гренадерского Эриванского полка, а высочайшим приказом 8 августа 1863 года назначен командующим 16-й пехотной дивизией, с производством 30 августа того же года в генерал-лейтенанты и с утверждением в занимаемой должности.
Через год, 18 августа 1864 года, Моллер назначен был начальником 1-й гренадерской дивизии, отличное состояние которой неоднократно обращало на себя внимание императора Александра II, и генерал-лейтенант Моллер, сверх именных высочайших благоволений, был награждён орденами св. Станислава 1-й степени (в 1862 году), св. Анны 1-й степени с мечами (в 1866 году, императорская корона к этому ордену пожалована в 1868 году), св. Владимира 2-й степени (в 1870 году) и Белого Орла (в 1872 году).
С образованием корпусов, перед началом войны с Турцией, Моллер был назначен сначала членом Александровского комитета о раненых, a 4 мая 1878 года — командиром 3-го армейского корпуса. В звании корпусного командира он оставался недолго, так как расстроенное его здоровье требовало серьёзного лечения. 5 августа 1878 года генерал-лейтенант Моллер был снова назначен членом Александровского комитета о раненых и в этом звании скончался в Санкт-Петербурге 15 (27) марта 1879 года; похоронен рядом с родителями на Волковом лютеранском кладбище (VI уч.).

## Семья
Первая жена (с 1850) — Анастасия Владимировна Блохина (1828—1858), в браке имели сына Александра (1852—1875) и двух дочерей — Юлию (1851—1907; в замужестве Леонтьева) и Ольгу (1856—1884; в замужестве Дубровина).
Вторая жена (с 1862) — Прасковья Николаевна Голохвастова (1823—02.09.1872), вдова Рахманова и родная племянница писателя Д. П. Голохвастова. По словам современника, «пикантная брюнетка с выразительными итальянскими глазами» девица Голохвастова блистала на московских балах, но весьма долго не достигала конечной, практичной цели быть замужем. Присватался было к ней вдовец, князь Александр Петрович Хованский (1809—1895), да и раздумал. Наконец, «de guerre lasse» (утомленная от войны), она вышла за Алексея Фёдоровича Рахманова (1799—1862), вдовца со взрослыми детьми, который «славился» своей невероятной тучностью и любовью хорошо поесть. Похоронена в Москве на кладбище Новодевичьего монастыря.